# Wilhelm Dommel
Franz Wilhelm Dommel, auch Will Dommel (* 26. Oktober 1914 in Düsseldorf; † 27. März 1988), war ein deutscher Architekt, Freizeitpark- und Kino-Betreiber sowie Honorarkonsul.

## Leben
Dommel war ein Sohn des Düsseldorfer Kaufmanns Franz Wilhelm Dommel und dessen Ehefrau Margarete, geborene Mostert. Er besuchte ein Düsseldorfer Gymnasium. Anschließend studierte er Kunst, Architektur, Bildhauerei und Grafik. Er war sportlich aktiv und wurde deutscher Studentenboxmeister im Halbschwergewicht sowie deutscher Studentenrudermeister im Vierer. Im Zweiten Weltkrieg diente Dommel in einer Fallschirm- und Gebirgsjägertruppe der Wehrmacht und stieg bis in den Rang eines Hauptmanns auf.
Nach dem Krieg beteiligte er sich als Architekt am Wiederaufbau der kriegszerstörten Stadt Düsseldorf. Als sein bedeutendster Beitrag zur Nachkriegsmoderne und zur Architektur der 1950er Jahre in Düsseldorf gilt das Dommelhaus, eines der ersten Hochhäuser Düsseldorfs, das er in den Jahren 1954 bis 1956 als Architekt und Bauherr an der Immermannstraße 38–40 errichtet hatte. Sein bekanntestes Projekt, anfangs bloß eine private, seit Kindheitstagen gepflegte Modellbau-Liebhaberei, war jedoch der Freizeitpark Minidomm, eine Freilicht-Ausstellung von Architekturmodellen im Maßstab 1:25, die er bis 1967 am Autobahnkreuz Breitscheid errichtet und zwei Jahre später um ein Autokino ergänzt hatte.
1974 ernannte ihn die Dominikanische Republik zum Honorarkonsul für den Konsularbezirk Nordrhein-Westfalen.
Am 5. August 1944 hatte er Micheline „Chinette“ Heusch (1910–2001) geheiratet, geschiedene Ehefrau des Generalleutnants Eduard von Schleich. Aus der Ehe ging der Sohn Georg hervor.